# Kurt Student
Kurt Arthur Benno Student (Birkholz, Brandeburgo, 12 de mayo de 1890 - Lemgo, Westfalia, 1 de julio de 1978) fue un  general alemán de la Luftwaffe que combatió en el Frente Oriental de la Primera Guerra Mundial como piloto de combate. Durante la Segunda Guerra Mundial fue designado comandante de la fuerza de paracaidistas (comandos especiales, Fallschirmjäger).

## Biografía
Student nació en Birkholz, Brandeburgo, una de las provincias de Prusia, fue el tercero de los cuatro hijos de su familia. Ingresó en 1910 como cadete en el ejército imperial alemán, donde alcanzó el grado de teniente en 1913.  
Student se alistó a la Fuerza Aérea Alemana en 1913. Entre 1916 y 1917 logró seis victorias contra los franceses.
Terminada la Primera Guerra Mundial, Student se especializó en el desarrollo de tácticas con planeadores militares, ya que el Tratado de Versalles impedía a Alemania tener una fuerza aérea. Aprovechó las buenas relaciones con militares de la Unión Soviética y en el territorio ruso se ensayaron algunos de estos planeadores. No obstante, tuvo que destinar parte de su tiempo a la Wehrmacht.
En 1933, Hitler impulsó la formación de la Luftwaffe y en 1938, y a sugerencia de Hermann Göring, Student fue nombrado comandante de la fuerza aerotransportada de la Luftwaffe, llamada Fallschirmjäger (paracaidistas). Student tuvo que demostrar que el paracaídas era un elemento fiable de combate. Además Student lideró la conversión de aviones de combate, como el Junkers Ju 52, en aviones de transporte táctico.  
Un experto en los asaltos de paracaidistas, sus conocimientos fueron útiles durante la Blitzkrieg en los Países Bajos en 1940. Las tropas que realizaron el increíble asalto al Fuerte Eben-Emael en Bélgica estaban bajo su mando. Por esta acción recibió la Cruz de Hierro de Primera Clase. En Holanda, Student recibió una grave herida  de bala  en la cabeza producto de fuego amigo que requirió 8 meses de recuperación en un hospital hasta enero de 1941.
Mandó las tropas alemanas en la Operación Mercurio en la Batalla de Creta. Sin embargo, las bajas alemanas fueron tan elevadas que a pesar de poder ocupar la isla, Hitler prohibió volver a usar a las tropas paracaidistas. Cuando finalmente la isla fue conquistada, Student promovió represalias contra la población local insular, en especial contra los Kandanos a causa de la participación activa de estos en la muerte de varios soldados alemanes. No obstante, después de la guerra, esto nunca fue probado por el tribunal que le acusó.
En 1943, Student planificó la Operación Roble (en alemán Unternehmen Eiche), cuyo objetivo fue el rescate de Mussolini a cargo del comandante Harald Mors. El legendario capitán de las SS, Otto Skorzeny, también participó en la operación y se sugiere que usurpó los méritos de Student ante Hitler erigiéndose como el «libertador de Mussolini». Student protestó ante Hermann Göring, pero no pudo revertir la admiración manifestada por Hitler a Skorzeny en la propaganda alemana.
Finalmente fue transferido a Italia y luego a Francia, donde tomó parte en la batalla de Normandía de 1944. También participó en repeler a las tropas aliadas durante la Operación Market Garden, cerca de Arnhem.  Luego actuó brevemente en el Frente Oriental cerca de Mecklemburgo, hasta que fue capturado por los ingleses en 1945.
Durante los juicios de Núremberg, no fue acusado.
No obstante, en mayo de 1947, Student fue juzgado por un tribunal británico en Lüneburg por ocho cargos de maltrato y asesinato de prisioneros de guerra por parte de sus hombres en Creta, y por crímenes contra la población civil de Creta (masacre de Kondomari, ejecuciones de Alikianos, y destrucción de Kandanos)
Fue declarado culpable solo de tres cargos relacionados con prisioneros de guerra, pero absuelto del resto de cargos. El magistrado competente, el general Alexander Galloway, se negó a confirmar la sentencia porque se conocía la actitud irreprochable de Student.
Fue condenado a 5 años de prisión, pero salió de la cárcel anticipadamente en 1948 tras una apelación exitosa.
Durante su cautiverio, en otoño de 1947, Grecia solicitó su extradición, pero nunca se concedió.
Después de su liberación, Student nunca se distanció oficialmente de su antiguo pasado en la “Luftwaffe/Wehrmacht” y a menudo se destacó en las conmemoraciones de los veteranos fallecidos.
A través del establecimiento de la asociación tradicional Bund Deutscher Fallschirmjäger, de la cual fue presidente de 1952 a 1954, Student fue una de las figuras principales en las asociaciones tradicionales de la Wehrmacht y más tarde de la Bundeswehr. Cuando los exmiembros de la Wehrmacht celebraban el Día de Creta todos los años el 20 de mayo en Altenstadt, Student fue uno de los invitados de honor.
Murió a la edad de 88 años, el 01-07-1978 en Bad Salzuflen (Wesftalia), y está enterrado junto a su único hijo (caído en la guerra), y esposa Gertrud, nacida Beer, quien murió a la edad de 86 años, el 21-05.1978.

## Condecoraciones y atributos militares
- Eisernes Kreuzes II. Klasse (1911-1918) – Cruz de Hierro de 2.ª Clase (1914-1918)
- Eisernes Kreuzes I. Klasse (1911-1918) – Cruz de Hierro de 1.ª Clase (1914-1918)
- Ehrenbecher für den Sieger im Luftkampfe – Copa de Honor de la Luftwaffe
- Abzeichen Militär-Flugzeugführer 1913 – Insignia de piloto militar (1913)
- Flugzeugführerabzeichen – Insignia de Piloto (1914)
- Verwundetenabzeichen 1914 – Insignia de Herido 1914
- Hausorden von Hohenzoller, Ritterkreuz mit Schwerten – Orden de la Casa de Hohenzollern, Cruz de Caballero con Espadas
- Sachsen Albert Orden, Ritterkreuz II. Klasse mit Schwertern – Orden de Alberto de Sajonia, Cruz de Caballero de 2.ª Clase con Espadas
- Flieger-Erinnerungsabzeichen - Insignia conmemorativa de piloto
- Ehrenkreuz für Frontkämpfer - Cruz de Honor para los combatientes del Frente (1914-1918)
- Medaille zur Erinnerung an den 1. Oktober 1938 – Medalla Conmemorativa del 1 de agosto de 1938
- Spange für die Gedenkmedaille vom 1. August 1938 – Broche para la Medalla Conmemorativa del 1 de agosto de 1938
- 1939 Spange zum Eisernes Kreuz 2er Klasse 1914 – Broche de 1939 para la Cruz de Hierro de 2.ª Clase de 1914
- 1939 Spange zum Eisernes Kreuz 1.er Klasse 1914 – Broche de 1939 para la Cruz de Hierro de 1.ª Clase de 1914
- Ritterkreuz des Eisernen Kreuzes – Cruz de Caballeros de la Cruz de Hierro
- Eichenlaub für das Ritterkreuz – Hojas de Roble para la Cruz de Caballeros de la Cruz de Hierro
- Gemeinsames Flugzeugfuhrer-Beobachter Abzeichen mit Brillianten - Insignia combinada de observador-piloto con diamantes
- Verwundetenabzeichen 1939 in Silber – Insignia de Herido 1939 en plata
- Dienstauszeichnung der Wehrmacht IV. Klasse, 4 Jahre – Medalla en plata por años de Servicios en las Fuerzas Armadas, 4.ª Clase, 4 años.
- Dienstauszeichnung der Wehrmacht III. Klasse, 12 Jahre – Medalla en oro por años de Servicios en las Fuerzas Armadas, 3.ª Clase, 12 años.
- Dienstauszeichnung der Wehrmacht II. Klasse, 18 Jahre – Cruz en plata por años de Servicios en las Fuerzas Armadas, 2.ª Clase, 18 años.
- Dienstauszeichnung der Wehrmacht I. Klasse, 25 Jahre – Cruz en oro por años de Servicios en las Fuerzas Armadas, 1.ª Clase,25 años.
- Ärmelband Kreta – Cinta de manga ”Kreta”